# 626
626 (DCXXVI) fue un año común comenzado en miércoles del calendario juliano, en vigor en aquella fecha.

## Acontecimientos
- Fundación de Edimburgo por Edwin de Northumbria.
- Los bizantinos derrotan a fuerzas ávaras, eslavas y persas en su primer asedio de Constantinopla.
- 22 de marzo:[1] Ascenso al trono de Tz'akbu Ajaw (Señora Ahpo-Hel) en la ciudad maya de Palenque.

## Nacimientos
- Tenji, emperador de Japón.
- Hussain ibn Ali, nieto del profeta Mahoma y el tercer Imán Chií.

## Fallecimientos
- Gaugerico, obispo.